# Xu Xiaobin
Xu Xiaobin   (Pequín, 1953) (xinès simplificat:徐小斌) és una guionista i escriptora xinesa. Considerada com una de les escriptores feministes més importants de la Xina.

## Biografia
Xu Xiaobin va néixer el 1953 a Pequín (Xina) en una família d'intel·lectuals.El seu pare era professor universitari d'economia. Durant la Revolució Cultural va ser enviada a treballar primer al camp i després a una fàbrica de Pequín. El 1978, Xu va decidir accedir a la universitat, i després d'aprovar l'examen d'ingrés, va ser admesa en el Grau en Economia i Fiances d'una Universitat de Beijing. Després de 4 anys d'estudis, es va graduar el 1982 i va començar la seva carrera com a professora a la universitat.

### Carrera literària
Pertany a un grup d'autors que s'ha anomenat "generació dels 80" on també s'hi poden incloure les escriptores Sheng Keyi, Ma Jinyu, Wu Ang, Chen Ran i Hong Ying.
Va començar a publicar contes i novel·les el 1981. La majoria de les seves obres són semiautobiogràfiques.
El seu primer conte publicat va aparèixer al segon número de "Beijing Literature" de 1981: 请 收下 这 束鲜花 (Accepteu aquest ram de flors). El 1989 es va publicar la seva primera novel·la, titulada  海火 (Foc Marí).
Les obres de ficció de Xu no només mostren una tendència cap a l’autobiografia, sinó també una persistent voluntat d’explorar algunes de les qüestions fonamentals sobre l'existència humana. El que més caracteritza la ficció de Xu és la seva exploració del món interior de les dones, el misteri dels seus desitjos i experiències i la seva percepció del jo a la societat i a la història.
Es membre de l'Associació Nacional d'Escriptors de la Xina.

### Premis
El 1993, la seva obra 风铃 小 语 (La veu fràgil dels carillons) va guanyar el 10è Premi Feitian (获 十届 飞天 奖). El 1995 va guanyar el Premi Lu Xun de Literatura per la seva novel·la 双鱼星座 (shuangyuzuo) (Pisces).
La seva novel·la Crystal Wedding, traduïdaa l'anglès per Nicky Harman i va ser nominada al Financial Times Oppenheimer Emerging Voices Award.

### Guionista
Ha escrit guions per a pel·lícules i per adaptacions dels seus contes al cinema.
El 1992, Xu es va unir al Centre de producció de pel·lícules de la televisió central xinesa, CCTV, i des de llavors és membre de l'equip de redacció de CCTV. És membre de la Chinese Filmmakers Association (中国 电影 家 协会).
La seva primera adaptació d'un dels seus contes al cinema és el guió de la pel·lícula de Zhang Junzhao estrenada el 1988: "The Luminous Arc" (Húguāng 弧光) a partir del seu conte.对 一个 精神病 患者 的 调查 (Estudi d'un malalt mental).
L'adaptació al cinema de Dunhuang yimeng (敦煌遗梦) "Somnis de Dunhuang", es va retardar a causa de la COVID-19.

## Obres destacades
- 1988: 羽蛇 (Yu she) (Feathered Serpent) On explica la vida de cinc generacions de dones, que abasten 100 anys. En aquesta novel·la introspectiva, Xu investiga la composició de la psique femenina en relació amb la societat i la història familiar.[3] Hi ha una traducció al castellà.[6]
- 1989: 海火 (Foc marí)
- 1994: Dunhuang yimeng (敦煌遗梦) (Dunhuang Dream)

- 2004: 德龄公主 (Deling gongzhu) (Princess Deling),
- 2012: Xue (雪)(neu)
- 2016: Shuijing Hun (水晶婚) (Crystal Wedding)

L'antologia de cinc volums "Antologia de Xu Xiaobin" va ser publicada per l'editorial Huayi el 1998.
Algunes obres han estat traduïdes a l'anglès, francès, japonès i altres idiomes.